# Palacio de las Garzas
A Palacio de las Garzas (spanyol nevének jelentése: a gémek palotája) Panamaváros egyik jellegzetes épülete, elnöki palotaként használják. A város déli részén, a Csendes-óceánból nyíló Panamai-öbölbe nyúló kis félsziget északi partján áll, turisták által is látogatható.

## Története
Az elnöki palota története még a 17. században kezdődött. Henry Morgan walesi kalóz támadása elpusztította a régi Panamavárost, így a hatóságok Fernández de Córdoba y Mendoza kormányzó vezetésével új, biztonságosabb helyen kezdtek építkezni, sőt, egy védelmi fal felépítésébe is belefogtak. A kormányzó 1673-as halála után Antonio de León püspök és Luis Lozada de Quiñones oidor folytatta a munkálatokat: utóbbi építette fel magának 1673-ban azt a palotát, amely több újjá- és átépítés után a mai Palacio de las Garzas lett. (Igaz, Lozadát többek között a falra szánt építőanyagok elherdálása miatt később leváltották.)
1740 körül az épület a vámhivatal székházaként működött, majd 1756-ban nagy része leégett. Újjáépítése után 1821-ben raktárként hasznosították, 1872-ben fiú normáliskola volt, majd kormányzati ház, a nemzeti bank székháza, majd 1875-től elnöki palota, bár ekkor Panama még nem volt önálló állam, hanem Kolumbia részét képezte. 1880-ban bevezették az épületbe a villanyvilágítást. Mai nevét, a gémek palotáját azért kapta, mert 1922-ben Ricardo Miró költő két gémet ajándékozott Belisario Porras elnöknek, és azóta ezek a madarak számítanak a palota egyfajta kabalájának. Ekkorra azonban a palota már nagyon leromlott állapotba került, így elkezdték felújítani és átépíteni: megújult az elnöki étkező, a központi udvar és az úgynevezett sárga szalon, az épület pedig második és harmadik szinttel bővült. Az 1923. augusztus 3-ra befejeződő munkálatokat a kor egyik legnevesebb helyi építésze, Leonardo Villanueva vezette. Az új épületben ettől kezdve egészen 1938-ig nemzeti banki székház is működött. 1938-ban Juan Demóstenes Arosemena elnök felkérésére Roberto Lewis festőművész Panama történelmével és kultúrájával kapcsolatos falfestményekkel díszítette ki az ebédlő falait.

## Képek

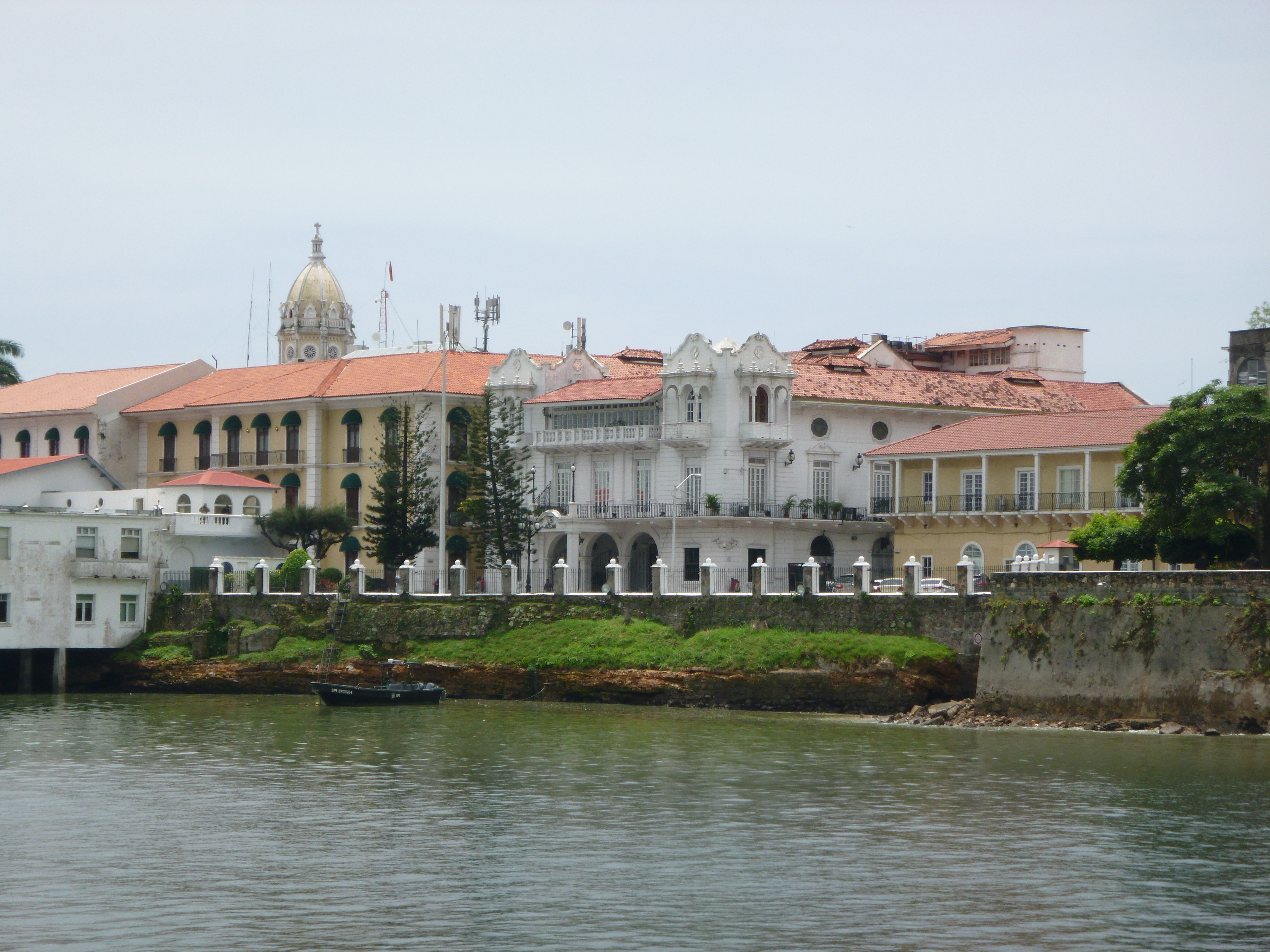
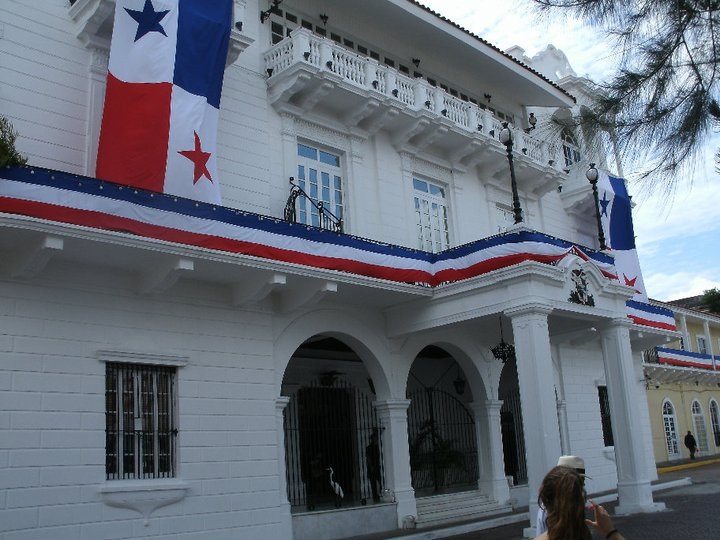
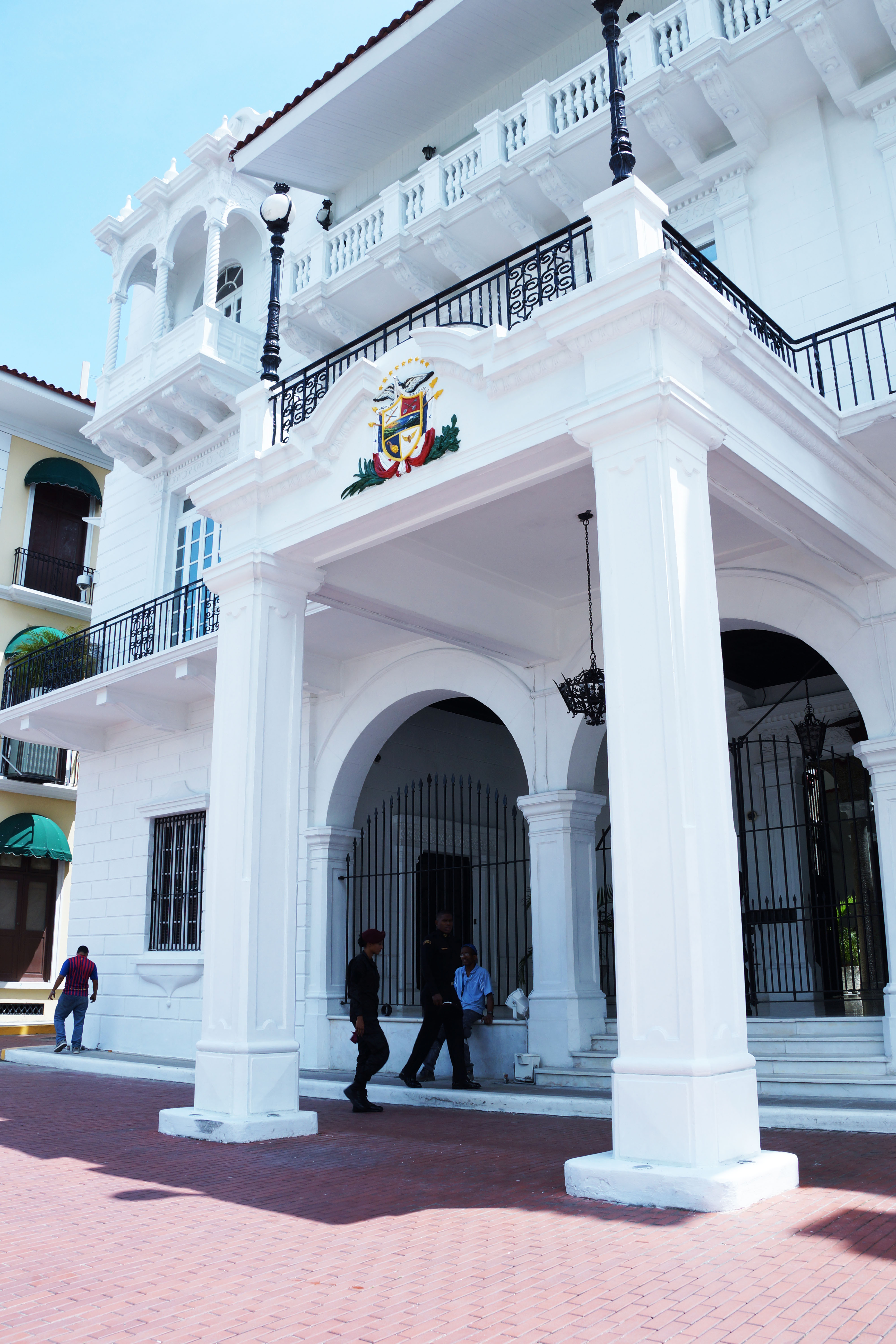
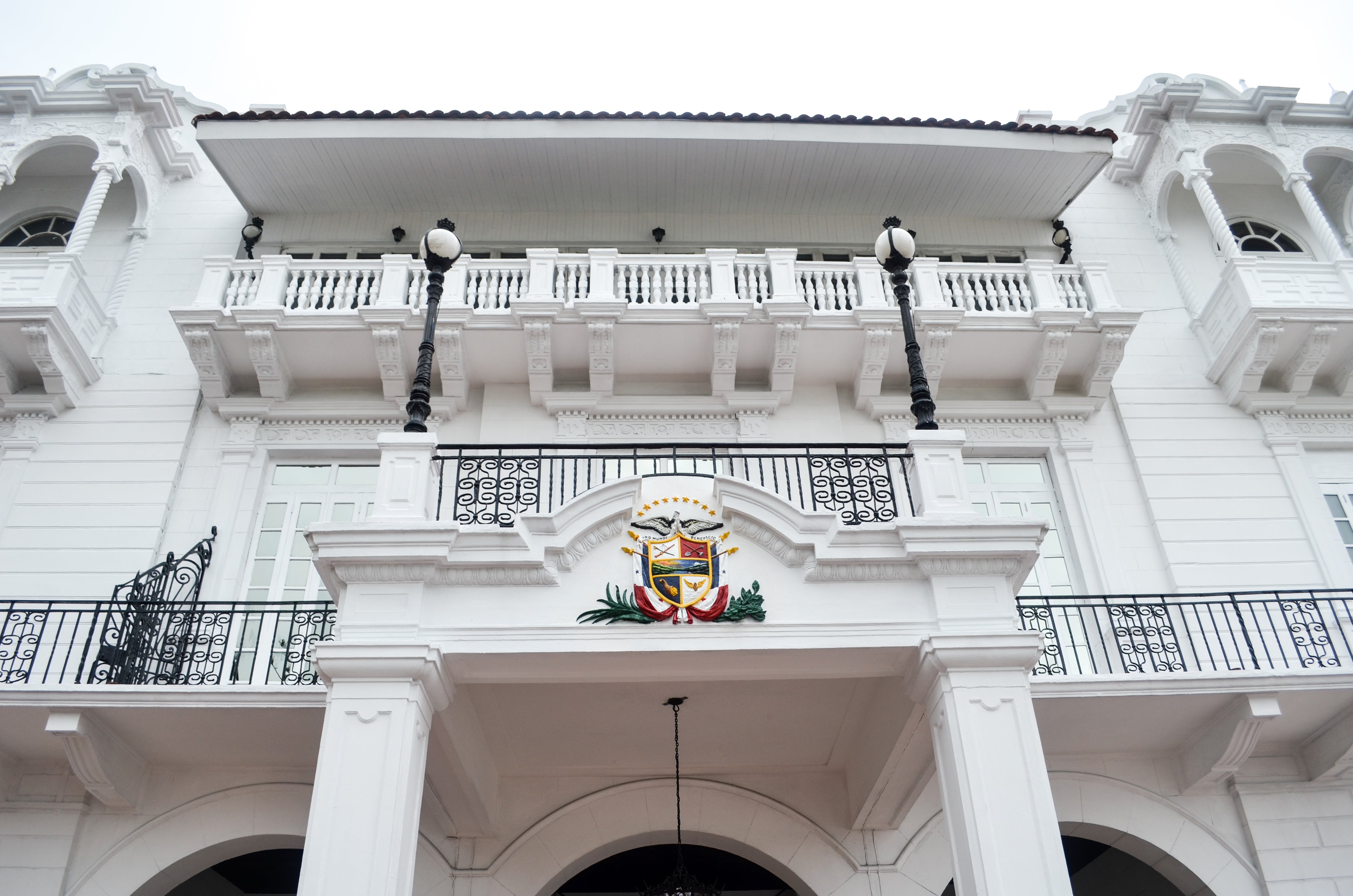